# Nora Gantenbrink
Nora Gantenbrink (* 1986) ist eine deutsche Journalistin und Autorin.

## Journalistische Tätigkeit
Gantenbrink wuchs in Iserlohn auf. Nach dem Abitur absolvierte sie eine Journalismus-Ausbildung an der Henri-Nannen-Schule. 2012 wurde sie vom Medium Magazin unter die Top 30 Nachwuchsjournalisten gewählt.
Nach einigen Monaten als Redakteurin bei Spiegel Online kündigte Gantenbrink und arbeitete freiberuflich. Von 2013 bis 2021 war sie Reporterin beim Magazin Stern, zunächst im Ressort Kultur, seit 2015 im Ressort Gesellschaft. 2021 wechselte Gantenbrink zum Spiegel.
Für ihre journalistischen Arbeiten wurde Gantenbrink mehrfach ausgezeichnet, u. a. mit dem Marion Dönhoff Preis und dem Axel-Springer-Preis. 2013 enthüllte Gantenbrink gemeinsam mit einem Team aus Investigativreportern des Stern in der Titelgeschichte Bushido und die Mafia – Die Wahrheit über einen deutschen Popstar und seine kriminellen Freunde die Existenz einer notariell beglaubigten Generalvollmacht, die Arafat Abou-Chaker dazu ermächtigte, beliebig über das gesamte Eigentum, das Vermögen und die Konten des Rappers Bushido zu verfügen sowie rechtskräftige Geschäfte in seinem Namen zu tätigen. Die Geschichte war für den Henri-Nannen-Preis 2014 in der Kategorie beste Investigation nominiert.
2015 ging Gantenbrink im Rahmen eines Arthur F. Burns-Fellowship nach Los Angeles und New York City. In einem Boxstudio in der Bronx traf sie den Boxer Luis Resto. Für die im Magazin Stern Crime erschienene Reportage Zerschlagen erhielt sie den vom Außenministerium verliehenen Arthur.-F-Burns-Preis.
2024 veröffentlichte sie gemeinsam mit der Investigativjournalistin Maike Backhaus den SPIEGEL-Podcast NDA: Die Akte Kasia Lenhardt

## Schriftstellerische Tätigkeit
Ihr erstes Buch Verficktes Herz erschien beim Rowohlt Verlag. Im Jahr 2012 gewann sie mit ihrer Kurzgeschichte Na, dann den ersten Preis beim ZEIT-CAMPUS-Literaturwettbewerb. Im Dezember 2018 erhielt Nora Gantenbrink einen Literaturförderpreis der Stadt Hamburg für einen Auszug aus ihrem Roman Dad, der im Februar 2020 erschien. Der Spiegel nannte den Roman ein „starkes Romandebüt“. Dem Buch gelinge etwas Seltenes: „Gantenbrink montiert Gegenwart und Vergangenheit, Anekdote und innere Einkehr, Spaß und Verzweiflung so versiert, dass man sehr gern dranbleibt.“
Nora Gantenbrink erhielt literarische Aufenthaltsstipendien in Südfrankreich und New York. Zusammen mit Johannes Boss schrieb Gantenbrink die Drehbücher für die Serie Deadlines. Die Serie wurde für den Adolf-Grimme-Preis 2022 sowie für den Deutschen Fernsehpreis 2022 nominiert.
Gantenbrink lebt in Hamburg.

## Auszeichnungen
- 2024: Journalistin des Jahres in der Kategorie „Kultur“ des Medium Magazins[11]

## Bücher
- Verficktes Herz. & andere Geschichten. Rowohlt 2013, ISBN 978-3-499-63039-2.
- Dad. Roman. Rowohlt 2020, ISBN 978-3-498-02535-9.

## Filmografie
Regie
- 2021: Stay Live (Dokuserie, 2 Episoden)

Drehbuch
- 2021: Deadlines (Fernsehserie, Staffel 1, 8 Episoden)
- 2022: Deadlines (Fernsehserie, Staffel 2, 8 Episoden)
- 2024: Deadlines (Fernsehserie, Staffel 3, 8 Episoden)
- 2024: Keks (Fernsehserie, Staffel 1, 8 Episoden)
- 2024: A Better Place (Fernsehserie, 1 Episode)